# Palais épiscopal de Laon
 (août 2016).
Le palais épiscopal de Laon, ou palais de justice de Laon, est le siège du tribunal de la commune de Laon, préfecture de l'Aisne. Il se situe dans l'ancien palais des évêques de la ville.

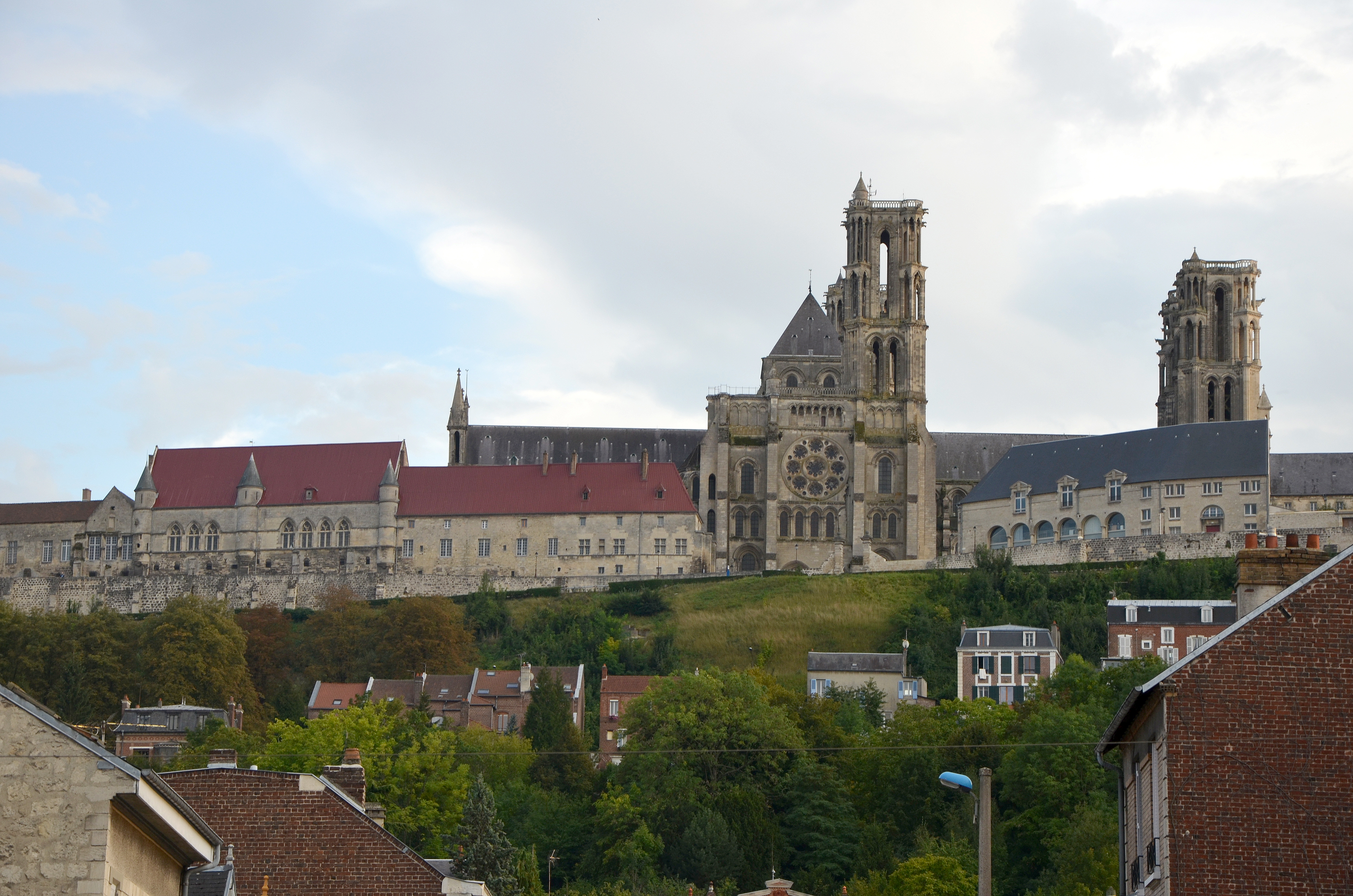
Groupe cathédral de Laon avec son palais épiscopal, sa cathédrale et son hôtel-Dieu.

## Localisation
Le palais de justice se situe sur la place Aubry et est contigu à la cathédrale.

## Fonctions
Ce palais épiscopal est un tribunal de prud'hommes, d'Instance et de grande instance.

## Historique
L'évêché a été fondé au début du VIe siècle, bien que Laon n'ait pas été une civitas à l'époque gallo-romaine. Un premier palais épiscopal a été construit le long du mur de l'ancien castrum. Les fouilles effectuées près de la cathédrale en 1979 ont permis de mettre au jour des structures carolingiennes sur des éléments de murs en opus spicatum et un triens à l'effigie d'Avitus permettant de les dater de la fin Ve siècle ou début VIe siècle et de les rattacher au premier épiscopal. 
Une description sommaire du palais épiscopal du début XIIe siècle est donnée par le récit de Guibert de Nogent.
L'ancien palais est endommagé pendant la révolte fiscale de 1112. Au cours des émeutes, l'évêque Gaudry et l'archidiacre sont tués, les chanoines s'enfuient dans les vignes. La cathédrale, le palais épiscopal et la maison de l'archidiacre sont incendiés. Du palais antérieur à l'émeute il ne reste probablement que le pignon nord de l'aile est en fond de cour d'après le chapiteau remployé en sous-sol du bâtiment et les trois baies ouvertes sur le rempart, au premier niveau. Ces baies ont été restituées par Maurice Berry sous leur forme moderne rectangulaire mais elles montrent des colonnettes et des chapiteaux d'origine qui devaient être en plein cintre. 
Après l'émeute, l'évêque de Laon, Hugues, ancien doyen d'Orléans nommé à Laon grâce à l'appui d'Étienne de Garlande, n'a pu que remettre en état le palais épiscopal. Son successeur, Barthélemy de Jur, continue les réparations du palais en y ajoutant une porte forte et un chemin. Ceux-ci permettaient de passer de la cathédrale au palais tout en restant à couvert.
L'obituaire du chapitre cathédral attribue à l'évêque Gautier de Mortagne la construction de la chapelle double (sur deux niveaux) à la fin des années 1150 : la chapelle basse, dédiée à saint Jacques[Lequel ?], est réservée aux offices quotidiens ;  la chapelle haute dédiée à saint Nicolas, est réservée à l'évêque. La grande salle perpendiculaire à l'aile est, côté nord, donnant sur le rempart, est construite vers 1240-1245 par l'évêque Garnier.
Au XVe siècle, l'aile nord est prolongée vers l'ouest et les fenêtres Renaissance sont toujours visibles. De 1681 à 1683, des travaux sont entrepris par l'architecte Antoine Totin qui consiste en la reconstruction partielle des ailes est et sud, la reprise de la charpente de la grande salle.[réf. nécessaire]

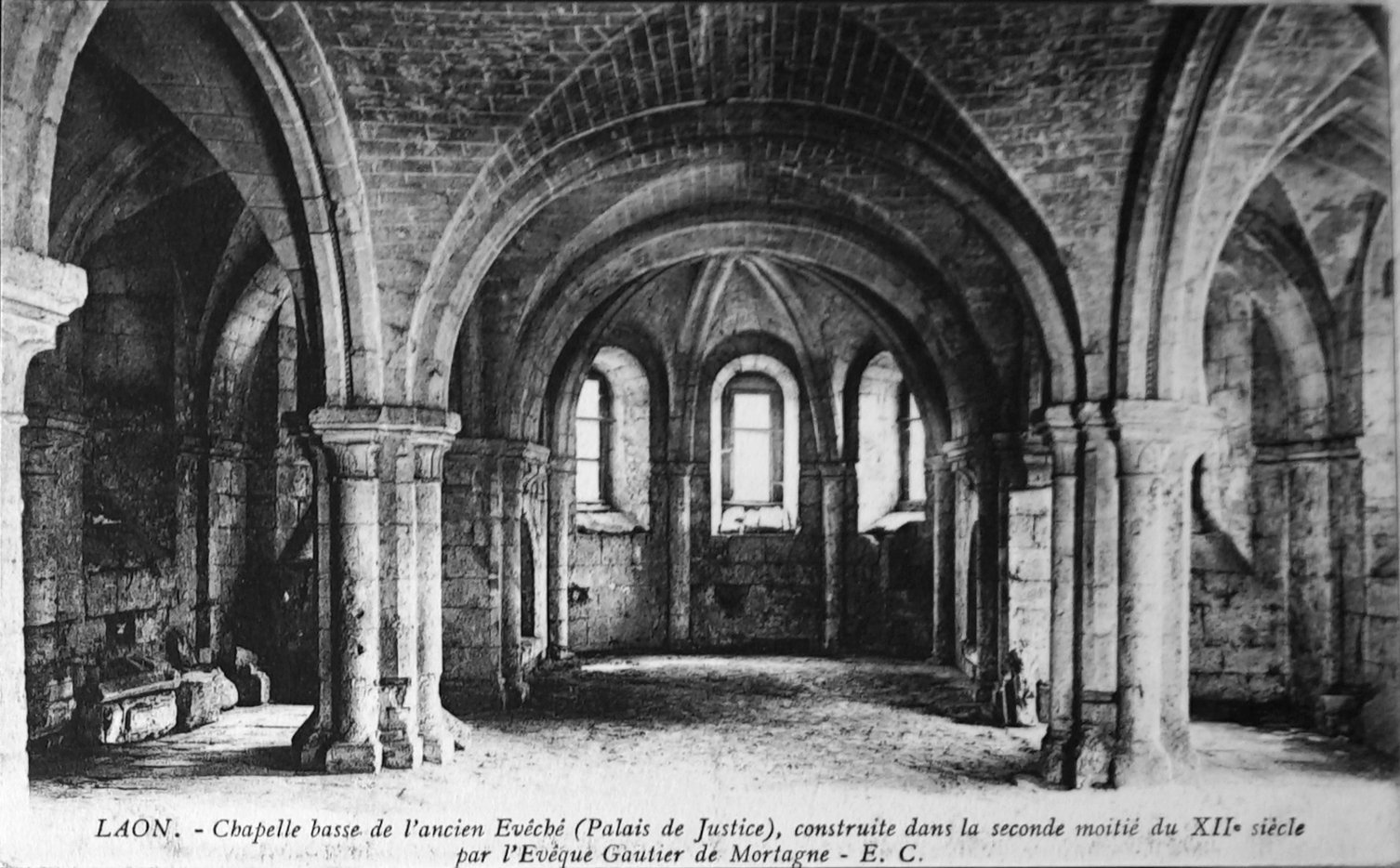
La chapelle basse

### Accueil des personnalités
En 1589, Jean de Balagny de Montluc était accueilli par ses amis de la Ligue et logé au palais, Henri IV après son entrée dans Laon, passa la nuit au palais en août 1594.[réf. nécessaire] La reine Marie de Médicis fut aussi logée au palais lors de son passage en la ville en juillet 1603 ; le roi Louis XIII et son épouse Anne d'Autriche allant en pèlerinage à Liesse fut accueilli au palais, il était en très mauvais état au point qu'il fallut étançonner les parquets.[réf. nécessaire] Lors de son deuxième passage en 1632 ce fut le même expédient, le palais ne fut remis en état qu'en 1653 par l'évêque César d'Estrées.[réf. nécessaire] En juillet, Louis XIV qui se rendait sur les marches du nord pour les sièges de Rocroy et Mouzon, la Fronde faisant rage. Les 27 et 28 juillet 1744, Louis XV endormi dans le palais, observait depuis sa fenêtre donnant sur les murailles le feu d'artifice que la ville donnait en son honneur.[réf. nécessaire] Il se rendait aux Pays-Bas pour la Guerre de Succession d'Autriche[incompréhensible]

### Nouvelles affectations
La Révolution transforme le palais en siège du district de Laon. Dans la cour, une fosse est creusée en 1805 pour y fondre les cloches de la cathédrale. En 1811, il est aménagé pour y installer le palais de justice,. La Grande salle est restaurée en 1950.
Le bâtiment de l'évêché et la chapelle ont été classés au titre des monuments historiques en 1875.

## Description

### Sur cour

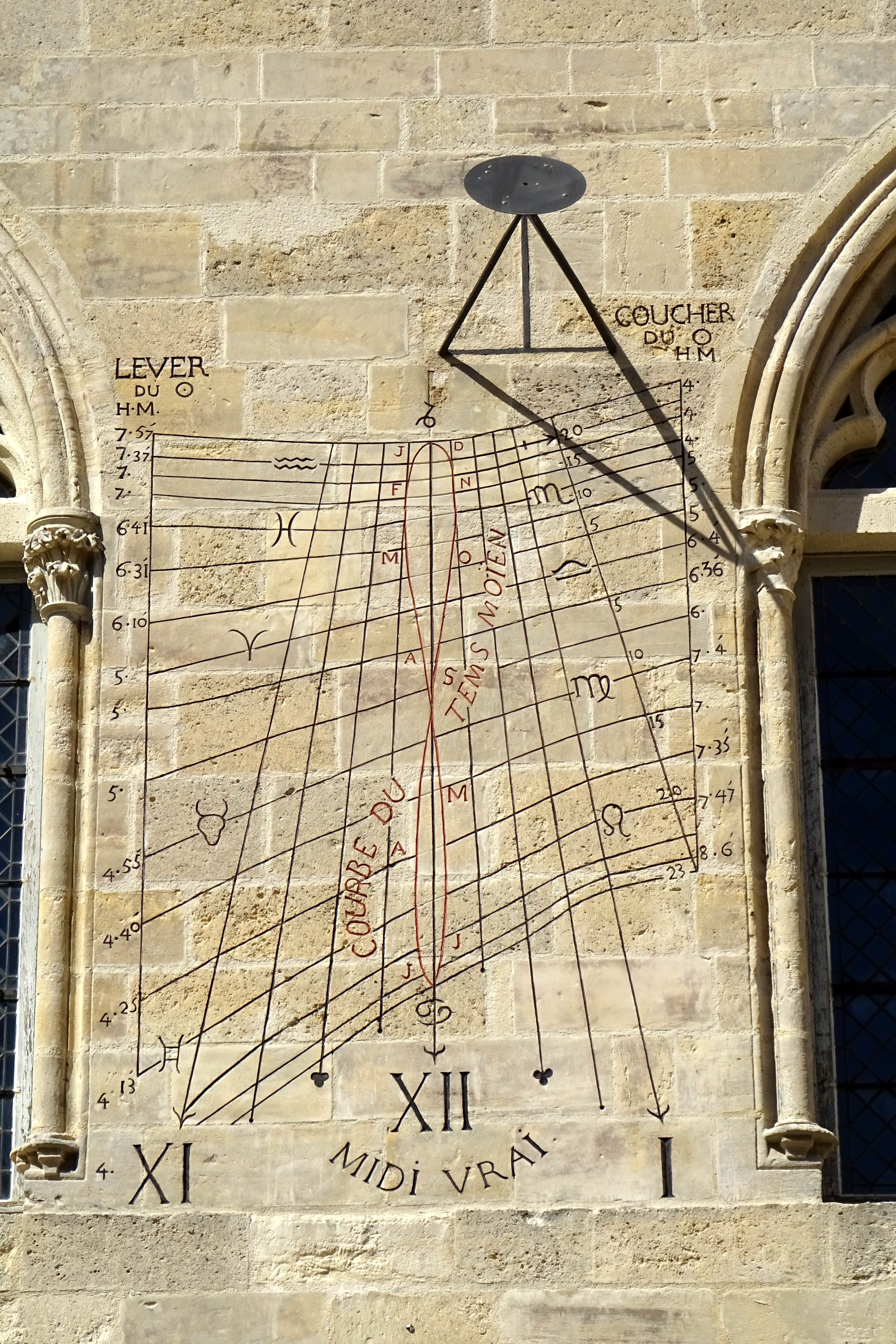
Cadran solaire.

Le bâtiment principal a neuf arcades en arc brisé avec des chapiteaux et des bases de piliers diverses. Les fenêtres du premier étages sont aussi au nombre de neuf, gothiques avec des arcs brisés. La cour était fermée par une porte forte qui fut rasée en 1823 et la grille de fer forgée qui la remplace est de 1895.

### Sur les remparts

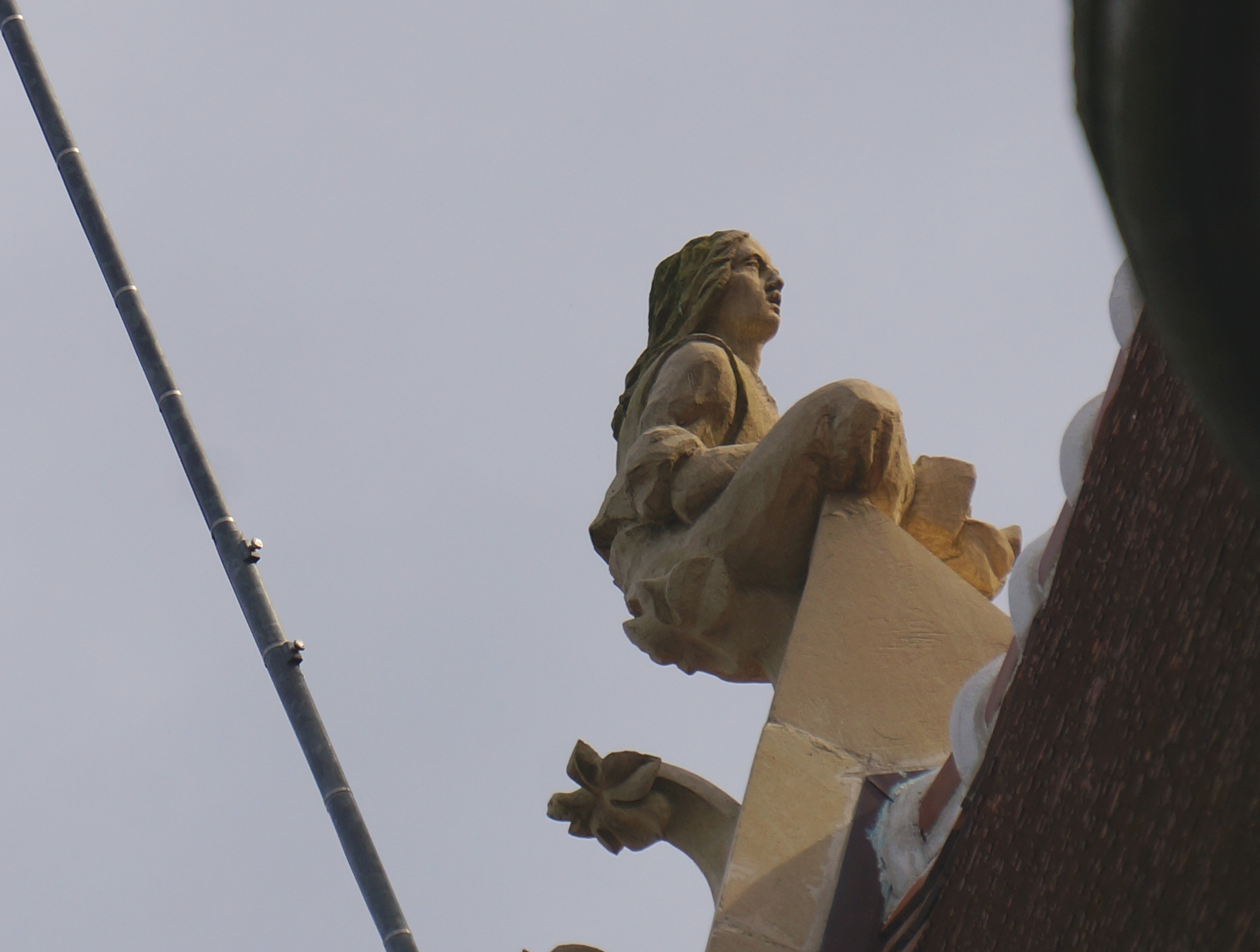
Faîtage
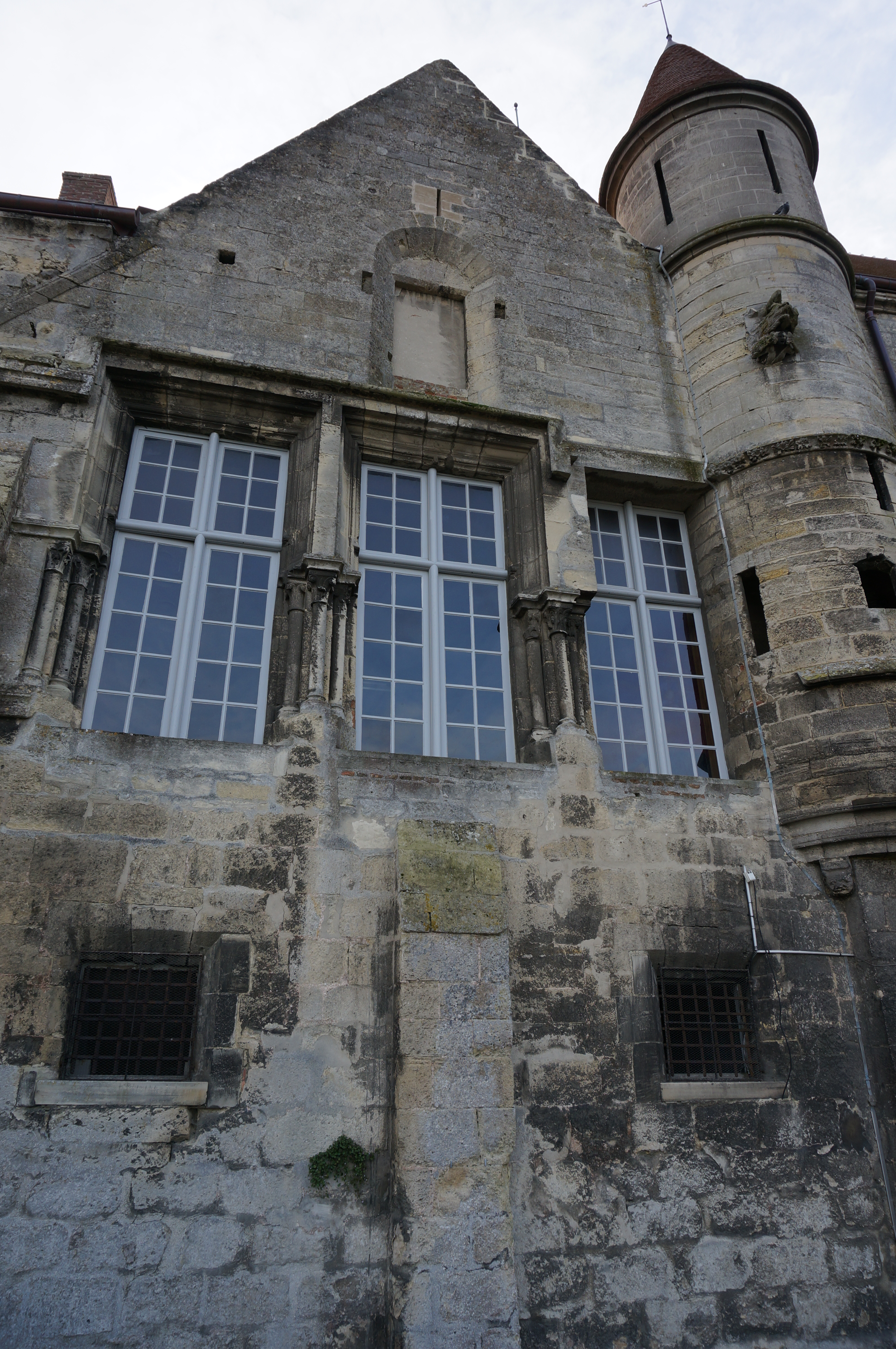
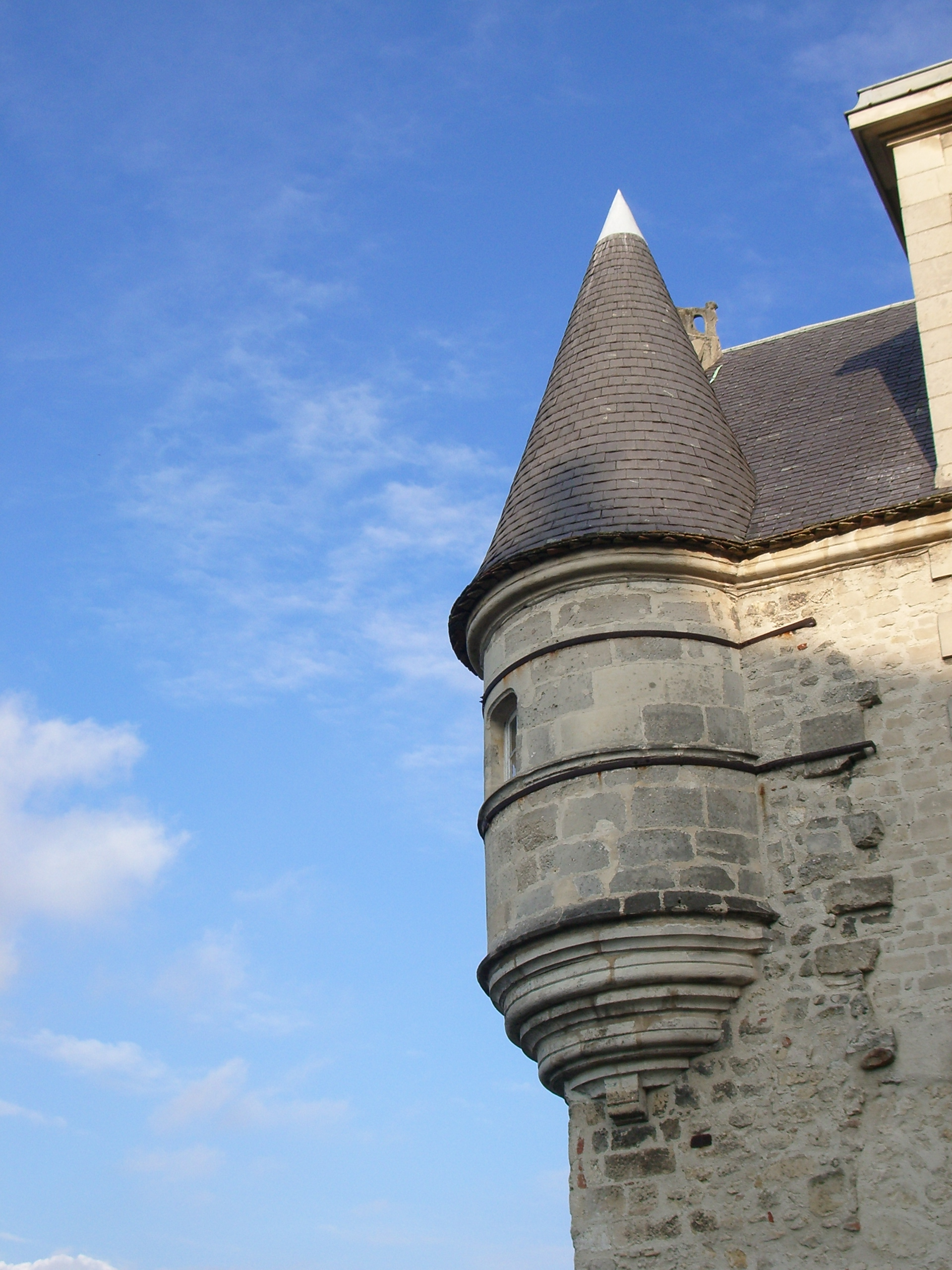
Échauguette

Une partie est décorée de trois tourelles et, entre elles, un groupe de trois fenêtres et un autre de quatre de style gothique. Puis, pour la partie est, trois fenêtres Renaissance. L'ensemble de cette façade est réhaussée de sculptures.

## Images

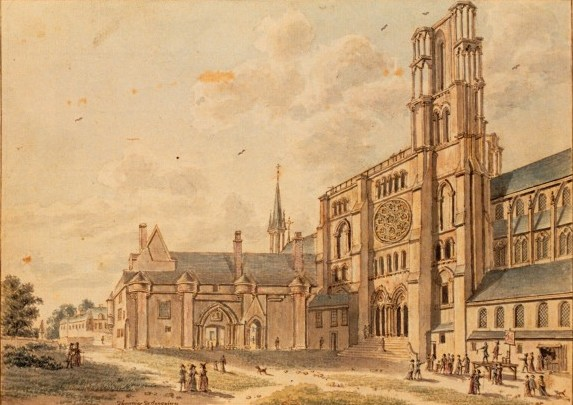
La porte forte du palais
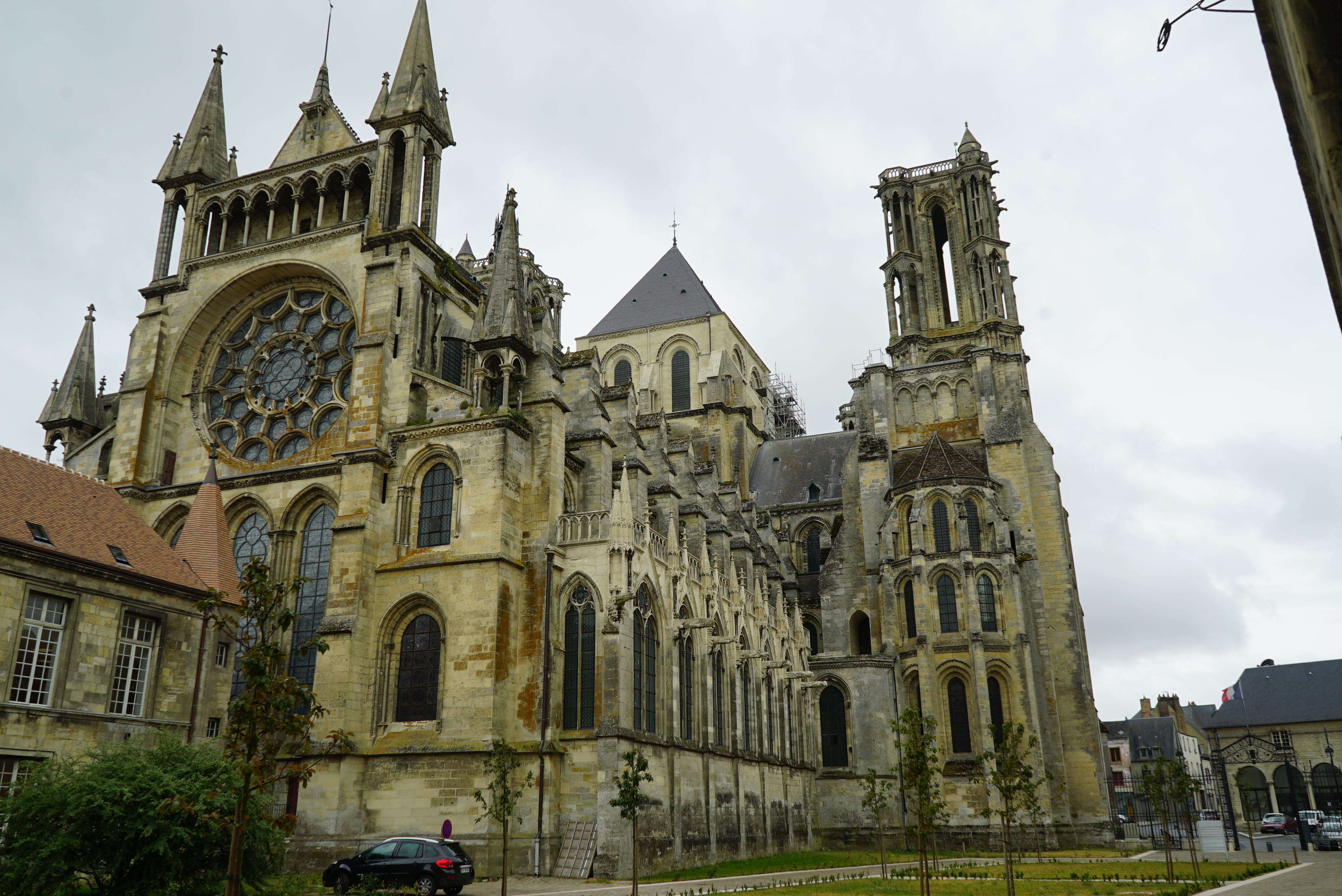
Le palais touche la cathédrale.
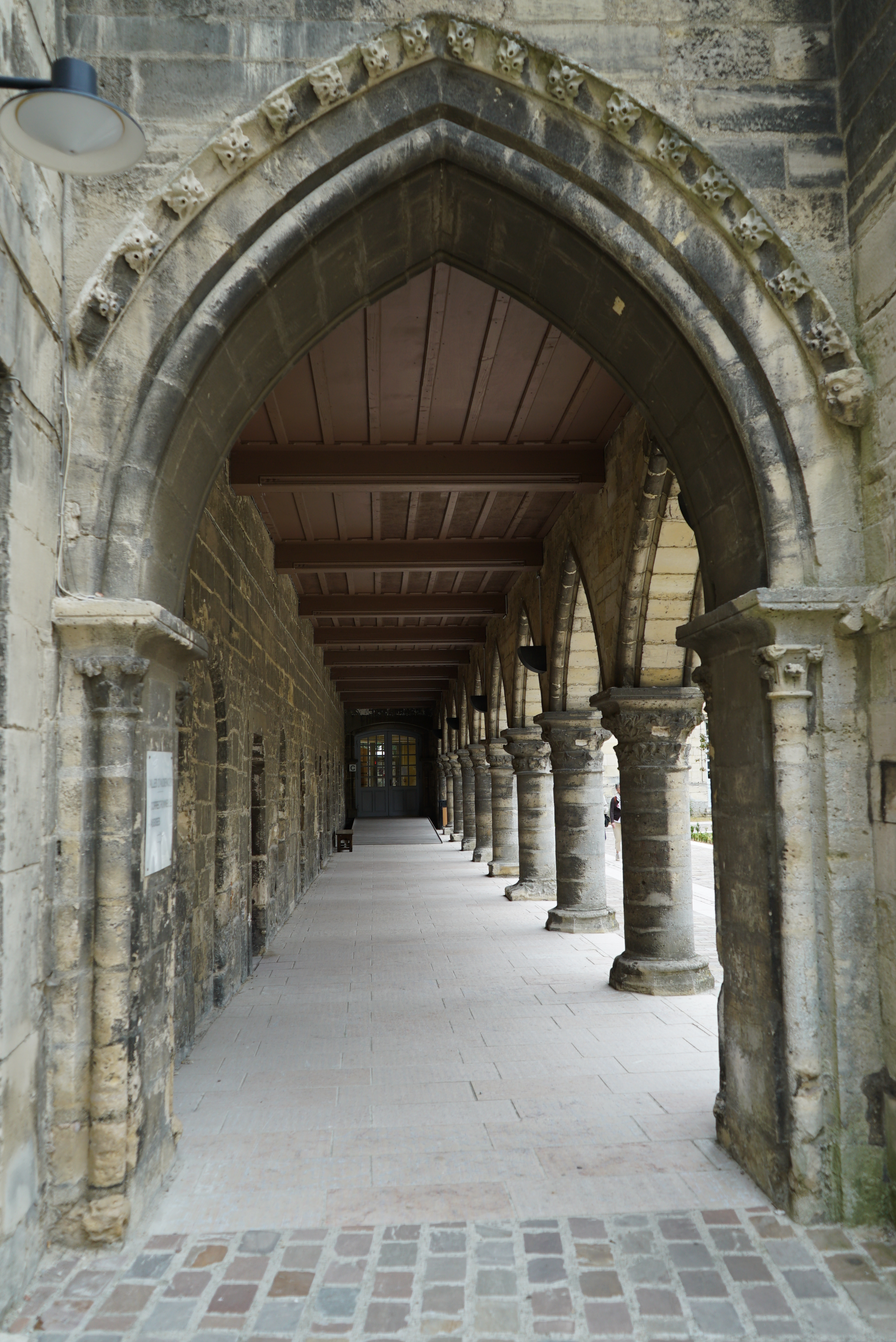
Le déambulatoire
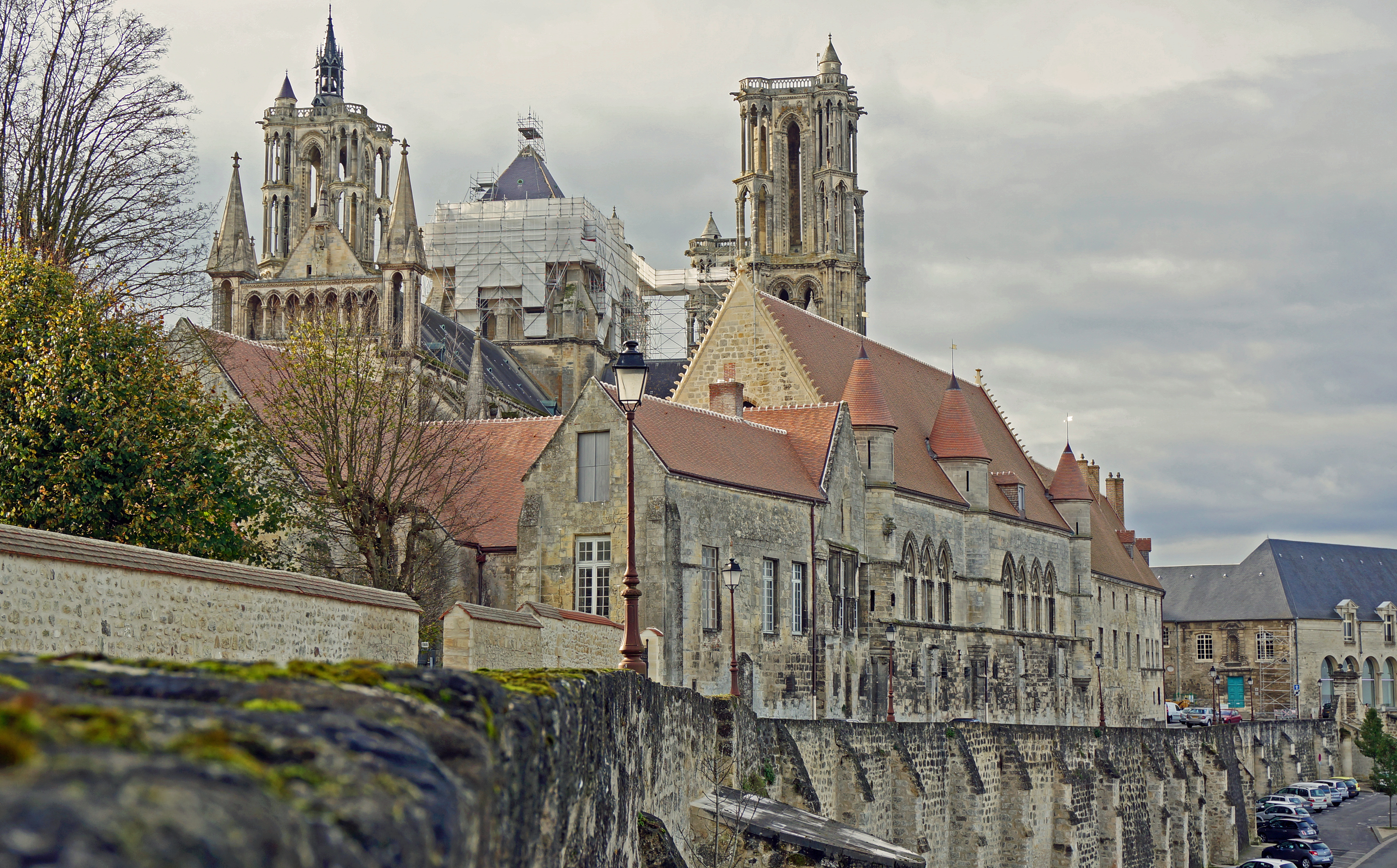
Trois tourelles en encorbellement scandent la façade côté remparts.
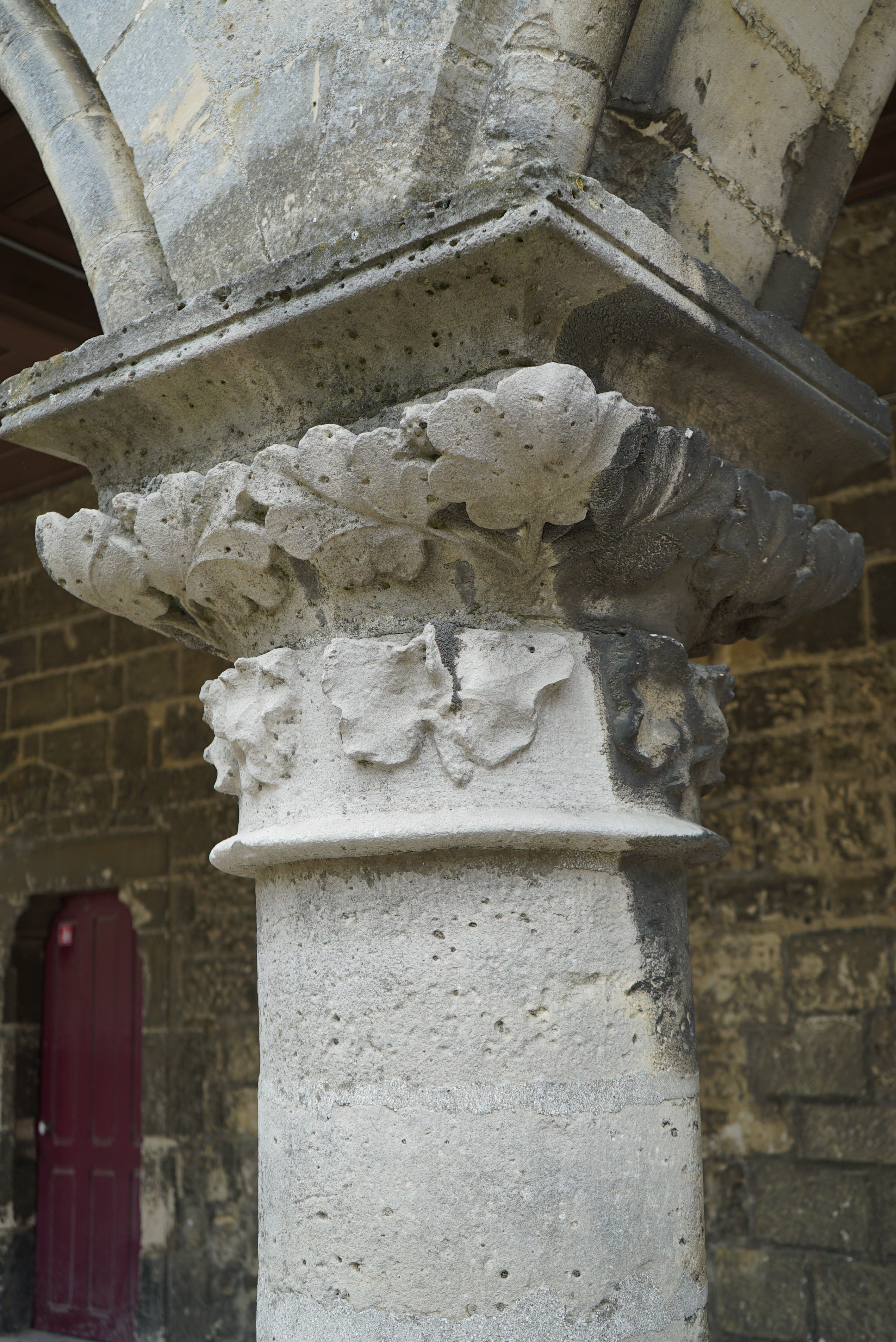
Chapiteau